# جنبش‌های حق سقط جنین

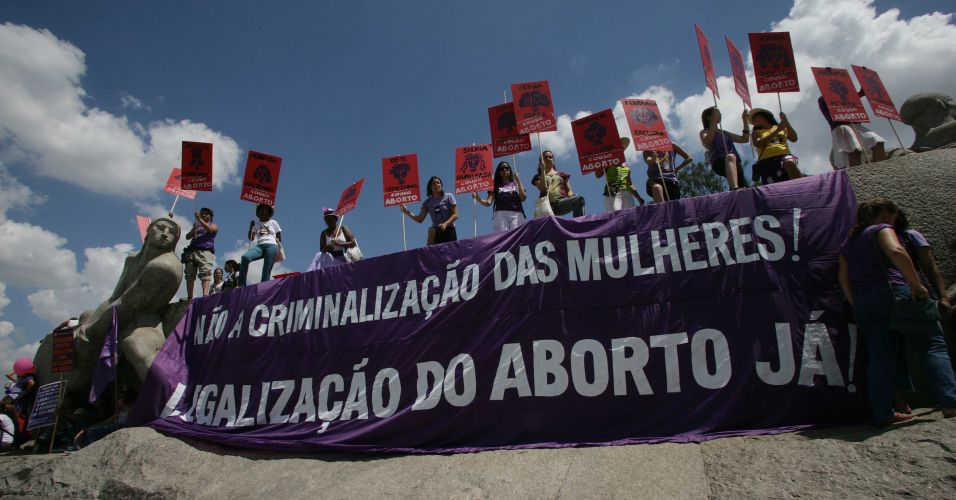
فعالان حق سقط جنین در سائو پائولو برزیل.

جنبش‌های سقط جنین، همچنین به عنوان جنبش‌های طرفدار انتخاب، از دسترسی قانونی به خدمات القای سقط جنین حمایت می‌کنند. موضوع سقط جنین اقتضای زندگی اجتماعی است که با استدلال‌های تکراری بر سر آزادسازی یا محدود کردن دسترسی به خدمات سقط جنین قانونی، همواره باقی است. خود حامیان سقط جنین اغلب بر اساس نوع خدمات سقط جنین، که باید در دسترس باشد، و شرایط سقط (مثلاً در سقط دیرهنگامِ جنین که ممکن است محدودیت دسترسی وجود داشته باشد)، تقسیم می‌شوند.

## واژه‌شناسی
بسیاری از اصطلاحات مورد استفاده در این بحث، اصطلاحات با ساختار سیاسی هستند که برای تأیید موضع خود، در حالی که اعتبار نظر مخالف را زیر سؤال می‌برد، مورد استفاده قرار می‌گیرد. به عنوان مثال، برچسب «طرفدار انتخاب (pro-choice)» و «طرفدار زندگی (pro-life)» مستلزم تأیید ارزش‌های گسترده‌ای مانند آزادی و اختیار است، و اعضای آن پیشنهاد می‌کنند که مخالفان، «ضد انتخاب» یا «ضد زندگی» (به جای «طرفدار مرگ» یا «طرفدار اجبار») نامیده شوند. این دیدگاه‌ها همیشه یک حالت دوطرفه را دنبال نمی‌کند؛ در یک نظرسنجی مؤسسه تحقیقات علمی عمومی، از هر ده آمریکایی، هفت نفر خود را «طرفدار انتخاب» و تقریباً دو سوم آنها خود را «طرفدار زندگی» توصیف کردند. آسوشیتد پرس به جای این عبارات، از اصطلاحات «حقوق سقط جنین» و «ضد سقط جنین» حمایت می‌کند.

## تاریخچه اولیه

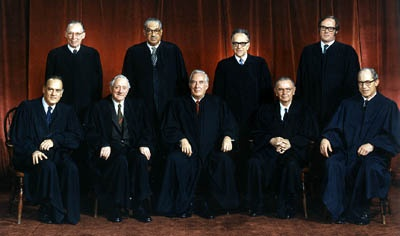
رهبران جنبش‌های سقط جنین

فمینیست های اواخر قرن نوزدهم اغلب مخالف قانونی کردن سقط جنین بودند. در انقلابی که توسط الیزابت کادی استنتون و سوزان آنتونی اداره می‌شد، ناشر ناشناس با امضای «A» در سال ۱۸۶۹ در مورد این موضوع بیان داشت که به جای تلاش صرف برای تصویب قانون علیه سقط جنین، باید ریشه این موضوع نیز مورد توجه قرار گیرد.
نویسنده اظهار داشت که تصویب قانون علیه سقط جنین، فقط سر علف‌های هرز را می‌ریزد، در حالی که ریشه باقی می‌ماند [...] سوای انگیزه، عشق به آسایش یا میل به نجات از درد و رنج بی گناهان متولد شده، به هر صورت زنی که مرتکب این اعمال شده به شدت مجرم است. این بار سنگین را وجدان او در زندگی به دوش خواهد کشید و روح او را در مرگ فرو خواهد برد. اما آه! کسی که با ناامیدی او را به سمت این گناه رانده سه برابر او مجرم است.

## بریتانیا
جنبشی در جهت آزاد سازی قانون سقط جنین در دهه‌های ۱۹۲۰ و ۱۹۳۰ در زمینه پیروزی‌هایی که آن اواخر در زمینه کنترل زایمان به دست آمد، ظهور کرد. مبارزینی از جمله ماری ایستپس در انگلستان و مارگارت سنگر در ایالات متحده موفق به طرح این مسئله شدند، کلینیک‌های کنترل تولد تأسیس شد که توصیه‌هایی را برای برنامه‌ریزی خانواده و روش‌های پیشگیری از بارداری برحسب نیاز ارائه می‌داد.
در سال ۱۹۲۹، قانون حفاظت از زندگی نوزاد در بریتانیا تصویب شد، که قانون (جرایم علیه شخص قانون ۱۸۶۱) را اصلاح کرد، به طوری که سقط جنین انجام شده با حسن نیت، تنها با هدف حفظ حیات مادر، جرم محسوب نمی‌شود.
استلا براون پیشگام مبارزه با کنترل تولد بود که به‌طور قابل توجهی در مورد موضوع سقط جنین در دههٔ ۱۳۹۰ مشغول به کار شد. اعتقادات براون به شدت تحت تأثیر کارهای ادوارد کارپِنتِر و هِیولاک اِلیس و سایر متخصصین جنسی بود. او به شدت بر این باور بود که زنان کارگر باید باردار شوند و بارداری خود را به پایان برسانند، در حالی که در شرایط وحشتناک محیطشان کار می‌کند. در این مورد او عنوان کرد که پزشکان باید اطلاعات رایگان در مورد کنترل بارداری را به زنانی که می‌خواستند در این مورد بدانند، ارائه دهند. این امر موجب می‌شود تا زنان بتوانند به شرایط خود و محیط پیرامونشان آگاهی یابند و تصمیم بگیرند که می‌خواهند مادر باشند یا نه.
در اواخر دهه ۱۹۲۰ براون یک تور سخنرانی در سراسر انگلستان برگزار کرد و اطلاعاتی در مورد اعتقاداتش دربارهٔ نیاز به دسترسی به اطلاعات در مورد کنترل بارداری برای زنان، مشکلات بهداشتی زنان، مشکلات مربوط به بلوغ و آموزش جنسی و میزان بالای مرگ و میر مادران و سایر موضوعات از این قبیل را ارائه داد. این گفتگوها باعث انگیزش زنان شد تا مدیریت مسائل جنسی و سلامتی خود را به دست خود بگیرند.
دیگر فمینیست‌های برجسته از جمله فریدا لَسکی، دورا راسل، جوآن مالسون و جانِت چَنس شروع به دفاع از این موضوع کردند - این مسئله در ژوئیه سال ۱۹۳۲، به جریان اصلی بدل شد، زمانی که شورای انجمن پزشکی بریتانیا کمیته‌ای برای بحث در مورد تغییر قوانین در مورد سقط جنین تشکیل داد. در ۱۷ فوریه ۱۹۳۶، جانت چَنس، آلیس جنکینز و جوآن مالسون، انجمن اصلاحات قانون سقط جنین (Abortion Law Reform Association) را به عنوان اولین سازمان حمایت کننده برای آزادسازی سقط جنین تأسیس کردند. این انجمن دسترسی به سقط جنین در انگلستان را افزایش داد و برای از بین بردن موانع قانونی مبارزه کرد. در سال اول خود، ALRA تعداد ۳۵ عضو را استخدام کرد و تا سال ۱۹۳۹ تقریباً ۴۰۰ عضو داشت.

## ایالات متحده
در آمریکا، جنبش اصلاحات سقط جنین در دهه ۱۹۶۰ ظهور کرد. در سال ۱۹۶۴، جری سانتورو از کانکتیکات در تلاش برای به دست آوردن سقط جنین غیرقانونی جان خود را از دست داد و عکس او نماد جنبش طرفدار انتخاب بود. برخی از گروه‌های فعال حقوق زنان مهارت‌های خود را برای ارائه سقط جنین به زنانی که نمی‌توانستند آن را در جای دیگر بدست آورند، توسعه دادند. به عنوان مثال، در شیکاگو، یک گروه به نام «جین» (Jane) در کل دهه ۱۹۶۰ یک کلینیک سقط جنینِ سیار بود. برای زنانی که به دنبال چاره بودند، یک عدد مشخص می‌شد و دستورالعمل‌هایی در مورد چگونگی پیدا کردن «جین» داده می‌شد.
در اواخر دهه ۱۹۶۰، تعدادی از سازمان‌ها برای بسیج نظرات له و علیه قانونی کردن سقط جنین شکل گرفتند. گروه نارال طرفدار انتخاب آمریکا (NARAL Pro-Choice America) در سال ۱۹۶۹ برای مخالفت با محدودیت‌های سقط جنین و گسترش دسترسی به سقط جنین شکل گرفت و در اواخر سال ۱۹۷۳، به اتحادیه ملی حقوق سقط جنین (National Abortion Rights Action League) تبدیل شد.
دادگاه قضایی دیوان عالی کشور در قانون Roe v. Wade حکم داد که حکمی از تگزاس که منجر به سقط جنین شود، جز موارد ضروری برای نجات زندگی مادر، غیرقانونی است. دادگاه به این نتیجه رسید که موضوع سقط جنین و حقوق سقط جنین تحت حق داشتن حریم شخصی است.
از دهه ۱۹۷۰ و با گسترش موج دوم فمینیسم، سقط جنین و حقوق باروری، دو موضوع متحد کنندهٔ گروه‌های مختلف حقوق زنان در کانادا، ایالات متحده، هلند، بریتانیا، نروژ، فرانسه، آلمان و ایتالیا بودند.

## حق سقط در دنیا

وضعیت قانونی سقط جنین در دنیا

|  | در صورت تمایل، قانونی.                                                                     |
|  | محدود به موارد در خطر بودن سلامت جسمی-روانی مادر، تجاوز، نقص جنین و شرایط اقتصادی-اجتماعی. |
|  | محدود به موارد در خطر بودن سلامت جسمی-روانی مادر، تجاوز و نقص جنین.                        |
|  | محدود به موارد در خطر بودن سلامت جسمی-روانی مادر و تجاوز.                                  |
|  | محدود به موارد در خطر بودن سلامت جسمی-روانی مادر.                                          |
|  | محدود به موارد در خطر بودن زندگی مادر.                                                     |
|  | غیرقانونی بدون قید.                                                                        |
|  | اطلاعاتی در دست نیست.                                                                      |

### آفریقا
در آفریقای جنوبی سقط جنین بر اساس تقاضای فرد در مورد پایان دادن به حاملگی قانونی است. با این حال، در اکثر کشورهای آفریقایی، سقط جنین ممنوع است، مگر در مواردی که زندگی یا سلامت زن در معرض خطر است. تعدادی از سازمان‌های بین‌المللیِ حقوق سقط جنین، قوانین سقط جنین را تغییر داده‌اند و خدمات برنامه‌ریزی خانواده در کشورهای جنوب صحرای آفریقا و کشورهای در حال توسعه را در اولویت قرار داده‌اند.

### آرژانتین
از آنجا که آرژانتین در برابر سقط جنین بسیار محدود است، گزارش قابل اعتماد در مورد میزان سقط جنین در دسترس نیست. آرژانتین یک کشور قویاً کاتولیک است و گروه‌های خواهان آزادی سقط جنین در سال ۲۰۱۳ اعتراضات را به سمت کلیسای کاتولیک هدایت کردند. آرژانتین، مبدا سازمان ضد خشونت Ni una menos است که در سال ۲۰۱۵ برای اعتراض به قتل دایانا گارسیا تشکیل شد که مخالف نقض حق زن برای انتخاب تعداد و فاصله حاملگی است.

### جمهوری ایرلند
سقط جنین در جمهوری ایرلند غیرقانونی است، مگر زمانی که شرایط تهدید کننده زندگی (از جمله خطر خودکشی) وجود داشته‌باشد، از رفراندوم سال ۱۹۸۳ (همان اصلاحیه هشتم قانون اساسی ایرلند) قانون اساسی با توجه به شرایط تغییر کرد. اصلاحات بعدی در سال ۱۹۹۲ (پس از پرونده X) حق سفر به خارج از کشور (برای سقط جنین) و توزیع و به دست آوردن اطلاعات "خدمات قانونی" موجود در کشورهای دیگر را تضمین کرد.
مردم در رفراندوم سال ۱۹۹۲ و ۲۰۰۲، دو پیشنهاد برای حذف خطر خودکشی به عنوان زمینه‌ای برای اجازه سقط جنین رد کردند.
هزاران زن با مسافرت به کشورهای اروپایی (معمولاً بریتانیا و هلند) و یا با تهیه قرص‌های سقط جنین از طریق اینترنت (زنان در وب یا (به انگلیسی: Woman On Web به اختصار: (WoW)) که یک سرویس سقط جنین آنلاین هلندی، برای کشورهایی است که در آن‌ها، دسترسی قانونی به سقط جنین پزشکی وجود ندارد.) و گرفتن آن‌ها در ایرلند ممنوعیت‌ها را دور زدند.
سین فین، حزب کارگری، سوسیال دموکرات‌ها، حزب سبز، حزب کمونیست، حزب سوسیالیست و حزب سوسیالیست جمهوری خواه ایرلند سیاست های رسمی خود را برای حمایت از حقوق سقط جنین به کار گرفتند.
پس از مرگ ساویتا هالاپاناوار در سال ۲۰۱۲، یک کمپین مجدد برای لغو اصلاحیه هشتم و قانونی کردن سقط جنین به راه افتاد. در ژانویه سال ۲۰۱۷، دولت ایرلند یک مجمع شهروندی را برای بررسی این مسئله تشکیل داد.
پیشنهادهای آن‌ها، شامل لغو اصلاحیه هشتم، دسترسی نامحدود به سقط جنین برای ۱۲ هفته اول بارداری و اجازه‌ی بدون محدودیت زمانی برای موارد خاص ناهنجاری‌های جنینی و تجاوز بود.

### ایرلند شمالی
علی‌رغم اینکه بخشی از پادشاهی انگلستان است، سقط جنین در ایرلند شمالی نیز غیرقانونی است، مگر در مواردی که یک وضعیت پزشکی، جسمی یا ذهنی مادر را تهدید کند.

### انگلستان
در انگلستان قانون سقط جنین ۱۹۶۷ سقط جنین را در موارد زیادی از موارد (به جز در ایرلند شمالی) قانونی کرد. در بریتانیا طبق قانون امکان ختم بارداری تا هفته ۲۴ وجوددارد به شرطی که:
۱. زندگی خانم باردار را در معرض خطر قرار دهد.
۲. تهدیدی بر سلامت روانی و جسمی زن باردار باشد.
۳. سلامت ذهنی و جسمی جنین در خطر باشد
۴. شواهدی از اختلالات شدید جنین وجود داشته باشد مثلاً کودکی که خطر معلولیت شدید فیزیکی یا ذهنی پس از تولد و در طول زندگی او را تهدید کند.
با این حال، معیار سلامت روانی و جسمی بسیار گسترده در نظر گرفته شده و تقریباً سقط جنین بنا به تقاضا امکان‌پذیر است، البته نیاز به تایید دو پزشک خدمات سلامت ملی دارد. سقط جنین در بریتانیا در بیمارستان خدمات سلامت ملی (به انگلیسی: National Health Service به اختصار: NHS) هیچ هزینه ای برای بیمار در پی ندارد.

### ایران
در کشور ایران سقط جنین ممنوع است، مگر در صورتی که ادامه بارداری مادر، به مرگ جنین یا مادر منجر شود یا مشکلات جدی برای خانواده ایجاد کند، که در این‌صورت با دستور مقام قضایی یا درخواست زوجین یا معرفی نامه پزشک معالج تا قبل از چهارماهگی، (که به باور مسلمانان، زمان اضافه شدن روح به جسم است) قابل اجراست. برای تایید این شرایط، ارائه حداقل دو مشاوره تخصصی در تشخیص الزامی است، بلکه در موارد خارج از فهرستِ اندیکاسیون‌های اعلام شده توسط سازمان پزشکی قانونی، ارائه حداقل سه مشاوره تخصصی مبنی بر ناهنجاریِ منجر به مرگِ جنین یا خطر مرگ مادر ضروری می‌گردد.

## مثال‌هایی از اندیکاسیون‌های سقط جنین در بیماری‌های مادر
۱. هر بیماری دریچه‌ای که به نارسایی قلبی با درجه اختلال عملکردی ۳ و ۴ منجر شده و قابل برگشت نباشد.
۲. کبد چرب حاملگی.
۳. نارسایی کلیه.
۴. فشار خون غیرقابل کنترل با داروهای مجاز در دوران حاملگی.
۵. هر بیماری ریوی اعم از آمفیزم، فیبروز و ... به شرط بروز فشار خون ریوی (حتی از نوع خفیف).

## مثال‌هایی از اندیکاسیون‌های سقط جنین در بیماری‌ها و ناهنجاری‌های جنینی
۱. آژنزی دوطرفه کلیه.
۲. آلفا تالاسمی.
۳. تریزومی ۱۳ و ۱۸.
۴. آنانسفالی.
۵. سندرم فریاد گربه.

### ژاپن
فصل XXIX قانون مجازات ژاپن، سقط جنین را در این کشور غیرقانونی اعلام می‌کند. با این وجود، قانون حفاظت از سلامت مادران اجازه می دهد تا پزشکانِ مجاز، (با کسب رضایت مادر و همسرش) سقط جنین را انجام دهند، مثلاً اگر بارداری ناشی از تجاوز جنسی باشد، یا ادامه حاملگی از نظر جسمی یا اقتصادی خطر جدی برای سلامت مادر داشته‌باشد.
اگر توسط هر کس، حتی خود مادر، اقدامی برای سقط جنین صورت پذیرد، قانون می‌تواند او را مجازات کند. افرادی که سعی می‌کنند بدون رضایت مادر جنین را سقط کنند (مثلاً پزشک) نیز مجازات می‌شوند.

### لهستان
در ابتدا در سال ۱۹۵۸ دولت کمونیستی لهستان سقط جنین را قانونی کرد، اما بعدها پس از استقرار مجدد دموکراسی در سال ۱۹۸۹ ممنوع شد.
در حال حاضر، سقط جنین در همه موارد غیرقانونی است مگر در تجاوز جنسی و یا زمانی که جنین یا مادر در شرایط کشنده باشد.
فراگیری کلیسای کاتولیک در لهستان در داخل کشور، سقط جنین را به طور اجتماعی غیرقابل پذیرش کرده است.
چند پرونده دادگاهی، از جمله Tysiac v تاثیر قابل توجهی بر وضعیت فعلی سقط جنین لهستان داشته است.
زنان به آرامی برخی حقوق باروری را از دست می‌دهند در حالی که حقوق دموکراتیک به دست می‌آورند. در نتیجه، چندین تظاهرات به تازگی اتفاق افتاده است. اخیراً، جمعیتی از زنان در روز دوشنبه سیاه برای اعتراض به ممنوعیت سقط جنین به خیابان آمدند. با وجود اینکه دوشنبه سیاه در تغییر ممنوعیت سقط جنین موفق نشد، تاثیر به سزایی در آگاهی افزایی داشت.